# Манько Артем Ігорович
Артем Ігорович Манько (6 листопада 1998, Черкаси) — український фехтувальник на візках, (шабля), срібний призер Паралімпійських ігор, чемпіон, срібний та бронзовий призер чемпіонатів світу, бронзовий призер чемпіонату Європи. Заслужений Майстер спорту України. Представляє Черкаську область.

## Біографія
Почав фехтувати у віці шести років, а в 2013 році перекваліфікувався на фехтування на інвалідних візках. У листопаді 2010 року він впав з п'ятого поверху будівлі та отримав переломи рук і ніг, що призвело до його інвалідності.
Закінчив Черкаський Політехнічний Фаховий Коледж в Черкасах за спеціальністю за фахом «Розробка програмного забезпечення».
Закінчив Чорноморський національний університет імені Петра Могили в Миколаєві за фахом «Фізична реабілітація та ерготерапія»

## Спортивні здобутки
- Бронзовий призер Чемпіонату світу 2017 року.
- Бронзовий призер Чемпіонату Європи 2018 року.
- Чемпіон та срібний призер Чемпіонату світу 2019 року.
- Чемпіон Чемпіонату Світу 2020 року.
- Дебютант XVI літніх Паралімпійських ігор 2020 року, де здобув срібну медаль в індивідуальних змаганнях.
- Срібний та бронзовий призер Чемпіонату Європи 2022 року.
- Чемпіон Чемпіонату Світу 2023 року.

## Виступи на Паралімпійських іграх
| Змагання                       | Збірна    | Вагова категорія                        | Місце  |
| ------------------------------ | --------- | --------------------------------------- | ------ |
| Літні Паралімпійські ігри 2020 | · Україна | шабля, індивідуальні змагання, чоловіки | Срібло |